# Pedicularis furbishiae
Pedicularis furbishiae es una especie de planta herbácea de la familia Orobanchaceae, anteriormente clasificada en las escrofulariáceas.

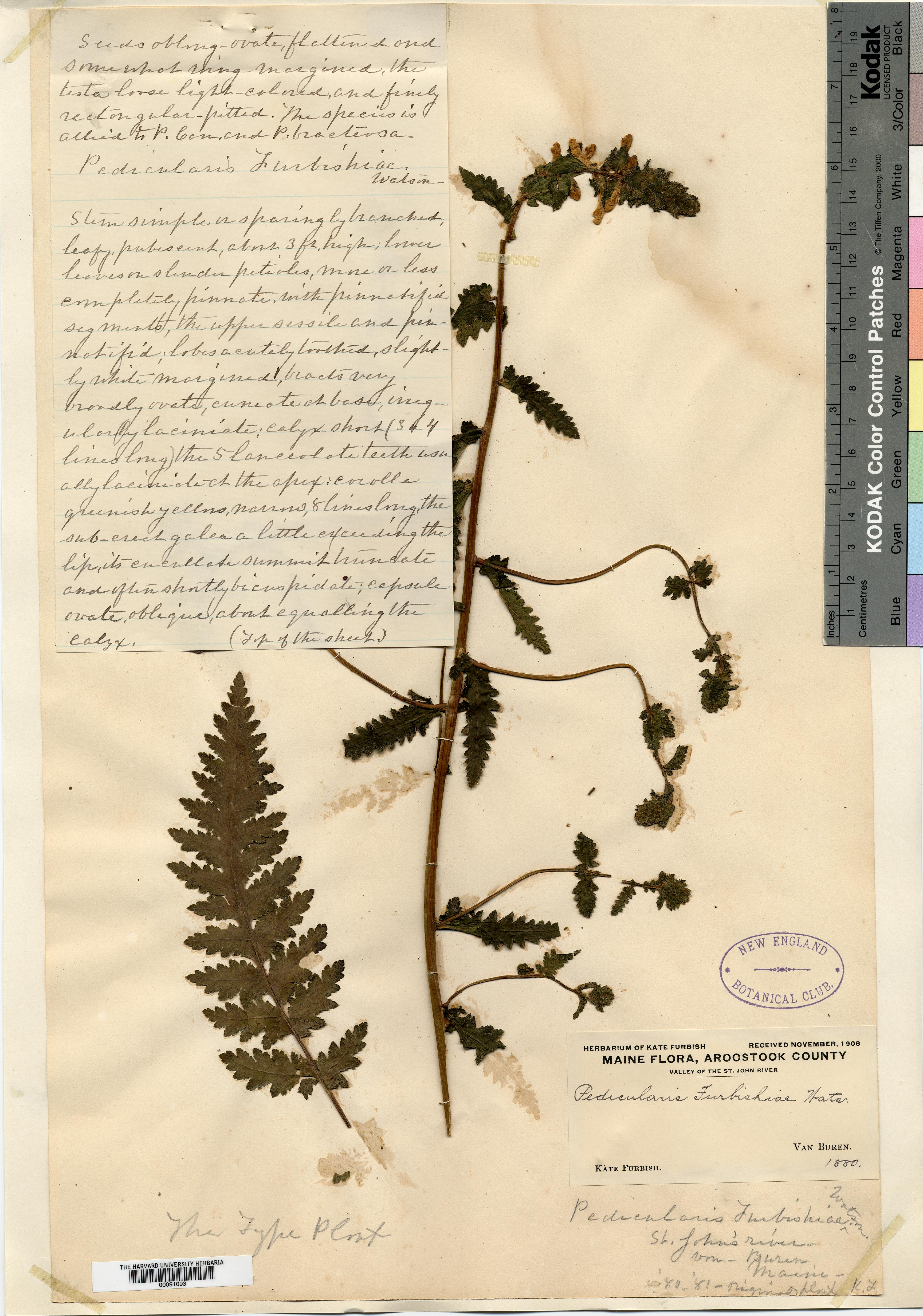
Muestra de herbario

## Distribución y hábitat
Es una planta perenne herbácea que sólo se encuentra en las costas de la parte superior del río San Juan en Maine y Nuevo Brunswick. Se considera una especie en peligro de extinción en el Estados Unidos y Canadá y está amenazada por la destrucción del hábitat. Desde que se pens

## Descripción
Pedicularis furbishiae no se distingue por las flores grandes y vistosas. El Nature Trust of New Brunswick dice que "los promedios de su tamaño alcanzan los 75 cm de altura. Durante sus primeros años de crecimiento, forma una roseta basal con forma de helecho con hojas profundamente incisas. Por lo general, después de tres años, comienza a florecer, a menudo desde una sola inflorescencia, con tallo ligeramente peludo y de color rojizo teñido de algunas ramas cerca de la parte superior. Las flores son pequeñas, de color amarillo. Ellos se agrupan en una cabeza cilíndrica corta, y secuencialmente abierta desde lo inferior a lo superior entre julio y de agosto".

## Hábitat
Pedicularis furbishiae crece en la orilla del río de San Juan en tres áreas de Nuevo Brunswick y en 18 sitios en Maine. Necesita suelos húmedos e inestables, bancos en semi-sombra, erosionado y sujeto a inundaciones y heladas. De esta manera, es típico de todo un grupo de especies del litoral (por ejemplo Sabatia kennedyana, Platanthera flava) que crecen en praderas húmedas creadas por las inundaciones de primavera y la socavación de hielo, combinado con períodos de sequía de agua en verano. Su gama se extiende 225 kilómetros de "la ciudad de Andover , Nuevo Brunswick ... aguas arriba a un punto 2,4 km más allá de la confluencia con el río Negro Grande en el condado de Aroostook, Maine"

## Taxonomía
Pedicularis furbishiae fue descrita por Sereno Watson y publicado en Proceedings of the American Academy of Arts and Sciences 17: 375. 1882.
Etimología
Pedicularis: nombre genérico que deriva de la palabra latína pediculus que significa "piojo", en referencia a la antigua creencia inglesa de que cuando el ganado pastaba en estas plantas, quedaban infestados con piojos.
furbishiae: epíteto otorgado en honor del artista botánico Kate Furbish (quien descubrió la planta) en 1880.